# 巴伐利亞人

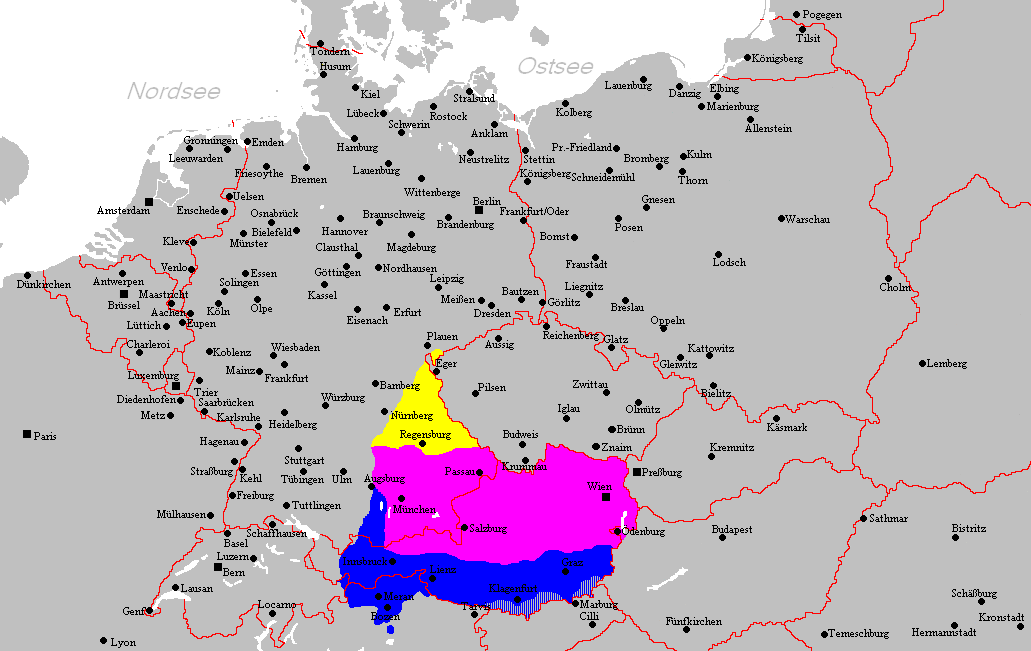
奧地利-巴伐利亞語言民族區

巴伐利亚人（巴伐利亚语：Boarn，标准德语：Baiern）是德国境内巴伐利亚地区的一个德意志人群体。该团体的方言或演讲被称为巴伐利亚语，誕生于老巴伐利亞（Altbayern），這大致是17世纪巴伐利亚选侯國的领土。
与邻近的奥地利人一样，巴伐利亚人传统上信奉天主教。在老巴伐利亞（Altbayern）的大部分地区，天主教会的成员仍然超过70%，中右翼的巴伐利亚基督教社会联盟（1919-1933年巴伐利亚人民党的继任者）历来是议会中最强大的政党，其成員也擔任了自1946年以来所有的巴伐利亞州州長，除了威廉·霍格纳（Wilhelm Hoegner，1954-1957年）。